# Citumang

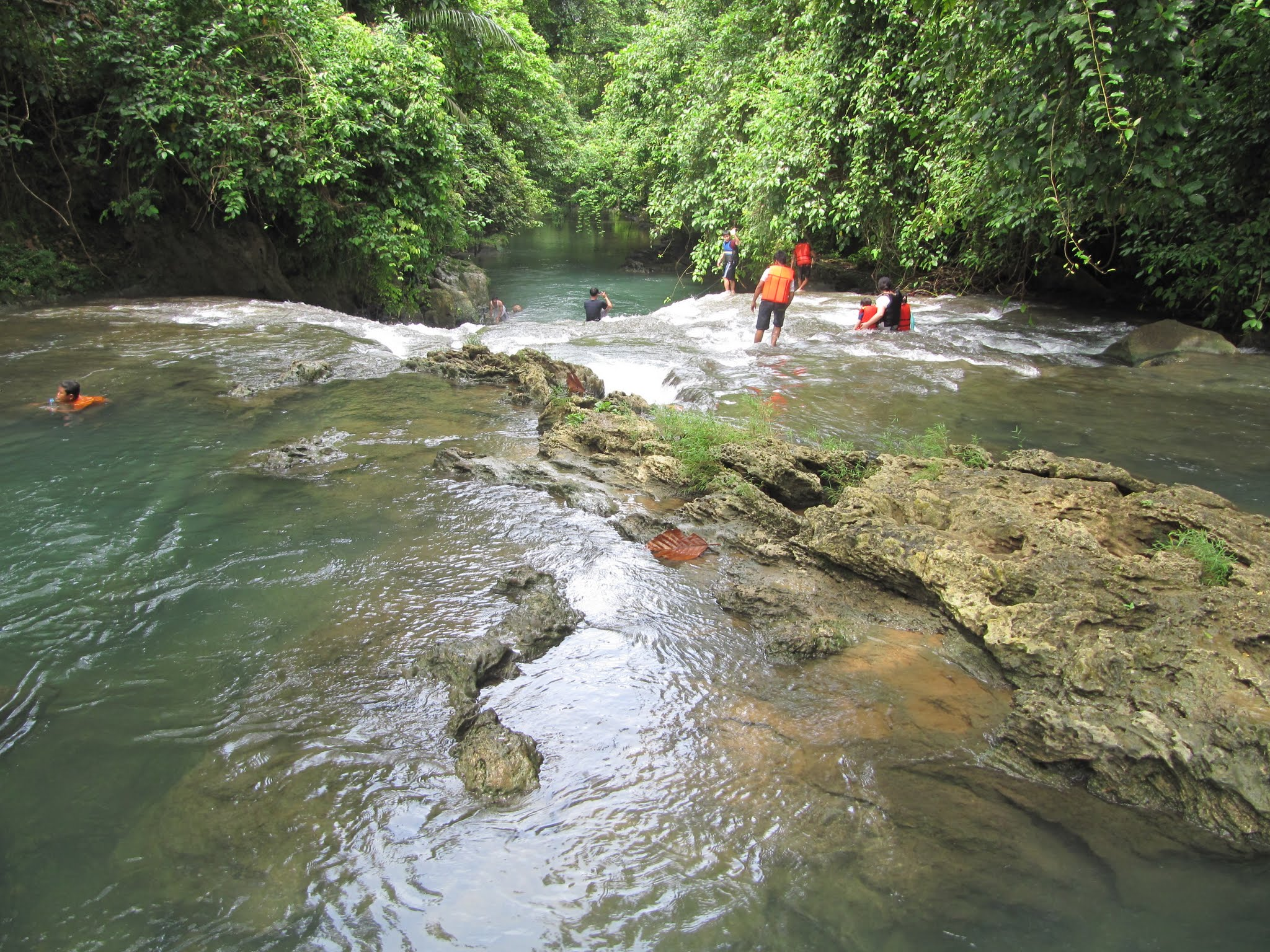
Citumang

Citumang (Green Valley) is een natuurlijke, in het bos gelegen zwemlocatie bij het gehucht Bojong (onderdistrict Parigi) op 15 km van de Indonesische badplaats Pangandaran. Er wordt entreegeld gevraagd om het gebied te betreden. De locatie omvat enkele watervallen, kloven en een grot waar de rivier door stroomt. Alhoewel de locatie in onder meer de Lonely Planet wordt beschreven is het er niet toeristisch, mede vanwege de slechte bereikbaarheid.
Er bestaat de mogelijkheid tot body-rafting.